# Kamen Dol
Kamen Dol (makedonsky: Камен Дол) je vesnice v Severní Makedonii. Nachází se v opštině Rosoman ve Vardarském regionu.

## Geografie
Vesnice se nachází v západní části oblasti Tikveš, 16 km severozápadně od města Kavadarci a 7 km od centra opštiny Rosoman. Sousedními obcemi jsou Trstenik na východě, Mrzen Oraovec na západě, Debrište na jihu a Sirkovo na severu.

## Demografie
Podle sčítání lidu z roku 2021 žije ve vesnici 69 obyvatel. Etnické skupiny jsou:
- Makedonci – 65
- Albánci – 2
- ostatní – 2

| Rok          | 1900 | 1948 | 1953 | 1961 | 1971 | 1981 | 1991 | 1994 | 2002 | 2021 |
| ------------ | ---- | ---- | ---- | ---- | ---- | ---- | ---- | ---- | ---- | ---- |
| Obyvatelstvo | 170  | 124  | 158  | 155  | 127  | 117  | 101  | 110  | 91   | 69   |